# Gryon magnoculo
Gryon magnoculo är en stekelart som beskrevs av G. Mineo 1983. Gryon magnoculo ingår i släktet Gryon och familjen Scelionidae. Inga underarter finns listade i Catalogue of Life.